# Jöran Gylta
Jöran (Bengtsson) Gylta, död 1580 eller 1581, var ett svenskt riksråd, en svensk historiker och författare.
Han var son till Bengt Gylta och Brita Bengtsdotter (Lillie).